# 上原杏美
上原杏美（日文：、 本名未公開1984年4月10日—）是日本前AV女優。静冈县濱松市中区出生，现在居住在东京都。滨松市立北部初中毕业。

## 主要經歷
- 2001年10月31日發表出道單曲「青い青いこの地球に」。公信榜初登場9位。
- 2002年9月11日發表單曲「無色」、11月6日發表專輯『無色』後活動休止。
- 2005年12月7日、約三年後的新單曲「秘密」發行。提供作詞曲的岩田さゆり專輯「Thank You For…」於同日發行。
- 2006年10月18日、約四年後的新專輯『生きたくはない僕等』和首本詩詞集『ココロ』同時發行。
- 2007年2月1日持續更新部落格。
- 2010年和詐騙集團聯手，欺騙不少已婚男性簽訂「情婦合約」，首次性交易後即捲款潛逃，詐騙金高達2000萬元日幣。
- 2010年7月19日違反契約被事務所解雇。官方網站與部落格被移除，唱片行的相關商品全面回收，目前要入手其作品相當困難。
- 2012年改名「長原結衣」轉戰AV界，自稱素人女優拍攝無碼成人片。[1]
- 2013年1月成為MUTEKI廠牌旗下的AV女優並從事相關工作。

## 作品一覽

### 單曲
|     | 發售日         | 標題                          |                                                         | 詳細                                                                |
| 1st | 2001年10月31日 | 青い青いこの地球に            | 作詞：上原あずみ・AZUKI七 作曲：大野愛果 編曲：尾城九龍 | オリコン最高位9位 讀賣．日本電視台動畫「名偵探柯南」片尾曲          |
| 2nd | 2001年12月5日  | Special Holynight             | 作詞：上原あずみ 作曲：大野愛果 編曲：尾城九龍          | オリコン最高位19位。 NTT DoCoMo「M-stage music」CMソング            |
| 3rd | 2002年2月20日  | BYE BYE MY BLUE SKY           | 作詞：上原あずみ 作曲：三好誠 編曲：尾城九龍            | オリコン最高位33位。 TBS「新ウンナンの気分は上々。」片尾曲          |
| 4th | 2002年6月19日  | Lazy                          | 作詞：上原あずみ 作曲・編曲：徳永暁人                   | オリコン最高位33位。 TBS「COUNT DOWN TV\|CDTV」片尾曲               |
| 5th | 2002年9月11日  | 無色                          | 作詞：上原あずみ 作曲：K's letter 編曲：徳永暁人        | オリコン最高位5位。 讀賣．日本電視台動畫「名偵探柯南」片尾曲        |
| 6th | 2005年12月7日  | 秘密                          | 作詞：上原あずみ 作曲：徳永暁人 編曲：小澤正澄          | オリコン最高位40位。 初回盤DVD付                                    |
| 7th | 2006年4月19日  | Never free                    | 作詞：上原あずみ 作曲：川島だりあ 編曲：小澤正澄        | オリコン最高位55位。 日本テレビ「チネ☆パラ」グランド片頭曲          |
| 8th | 2006年9月13日  | Song for you 〜精一杯力一杯〜 | 作詞：上原あずみ 作曲：川島だりあ 編曲：尾城九龍        | オリコン最高位74位。 日本テレビ「音楽戦士 MUSIC FIGHTER」POWER PLAY |

### 專輯
|     | 發售日                   | 標題               |
| 1st | 2002年11月6日 GZCA-5022  | 無色               |
| 2nd | 2006年10月18日 GZCA-5095 | 生きたくはない僕等 |

### 合輯作品
1. GIZA studio Masterpiece BLEND 2001（DISC I M-05.青い青いこの地球に）發售日:2001年12月19日
2. GIZA studio MAI-K & FRIENDS HOTROD BEACH PARTY（M-12.HAWAII）發售日:2002年7月17日
3. GIZA studio Masterpiece BLEND 2002（DISC I M-05.無色,DISC II M-11.Tear Drop）發售日:2002年12月18日
4. TAK MATSUMOTO（B'z）「THE HIT PARADE」（M-11.少女A）發售日:2003年11月26日
5. THE BEST OF DETECTIVE CONAN 2 〜名探偵コナン テーマ曲集2〜（M-10.青い青いこの地球に,M-12.無色）發售日:2003年12月10日
6. GIZA studio Masterpiece BLEND 2003（DISC II M-10.人生ゲーム）發售日:2003年12月17日
7. It's TV SHOW!!（DISC I M-08.Bye Bye My BLUE SKY）發售日:2004年10月27日
8. GIZA studio 10th Anniversary Masterpiece BLEND 〜FUN Side〜（M-10.青い青いこの地球に）發售日:2008年12月24日

### 書籍
1. ココロ　2006年10月18日発売
詩集、自身首次的書籍作品。

## 作詞提供曲
- 「First Love」岩田さゆり